# Aurum (film)
 For alternative betydninger, se Aurum (flertydig). (Se også artikler, som begynder med Aurum)
Aurum er en kortfilm fra 2012 instrueret af James Barclay efter eget manuskript.